# Jason Thomas
Jason Thomas (ur. 20 stycznia 1997 w Port Vila) – vanuacki piłkarz grający na pozycji obrońcy w klubie Erakor Golden Star oraz reprezentacji Vanuatu.
W swojej karierze grał w także w Phnom Penh Crown FC oraz klubach z Oceanii takich jak: PRK Hekari United czy Lautoka FC. W drużynie narodowej zadebiutował 7 listopada 2015 w meczu z Fidżi. Został powołany na Puchar Narodów Oceanii 2024, gdzie zdobył gola na wagę awansu w półfinałowym meczu przeciwko Fidżi.